# New Orleans Hornets 2002-2003
La stagione 2002-03 dei New Orleans Hornets fu la 1ª nella NBA per la franchigia.
I New Orleans Hornets arrivarono terzi nella Central Division della Eastern Conference con un record di 47-35. Nei play-off persero al primo turno con i Philadelphia 76ers (4-2).

## Roster
| N° | Naz.                   | Ruolo | Sportivo           | Anno | Alt. | Peso |
| -- | ---------------------- | ----- | ------------------ | ---- | ---- | ---- |
| 1  | Stati Uniti (bandiera) | G     | Baron Davis        | 1979 | 191  | 95   |
| 2  | Stati Uniti (bandiera) | GA    | Stacey Augmon      | 1968 | 198  | 93   |
| 3  | Stati Uniti (bandiera) | G     | Randy Livingston   | 1975 | 193  | 95   |
| 4  | Stati Uniti (bandiera) | G     | David Wesley       | 1970 | 183  | 86   |
| 5  | Stati Uniti (bandiera) | C     | Elden Campbell     | 1968 | 211  | 98   |
| 6  | Francia (bandiera)     | A     | Jérôme Moïso       | 1978 | 208  | 107  |
| 9  | Stati Uniti (bandiera) | A     | George Lynch       | 1970 | 203  | 99   |
| 12 | Stati Uniti (bandiera) | G     | Kenny Anderson     | 1970 | 183  | 76   |
| 14 | Stati Uniti (bandiera) | G     | Robert Pack        | 1969 | 188  | 82   |
| 17 | Stati Uniti (bandiera) | G     | Bryce Drew         | 1974 | 188  | 84   |
| 21 | Canada (bandiera)      | C     | Jamaal Magloire    | 1978 | 211  | 117  |
| 24 | Stati Uniti (bandiera) | A     | Jamal Mashburn     | 1972 | 203  | 109  |
| 32 | Stati Uniti (bandiera) | G     | Courtney Alexander | 1977 | 196  | 93   |
| 34 | Stati Uniti (bandiera) | A     | Robert Traylor     | 1977 | 203  | 129  |
| 35 | Stati Uniti (bandiera) | A     | Kirk Haston        | 1979 | 206  | 110  |
| 42 | Stati Uniti (bandiera) | AC    | P.J. Brown         | 1969 | 211  | 102  |

## Staff tecnico
- Allenatore: Paul Silas
- Vice-allenatori: Brian Hill, Stephen Silas, Bob Donewald